# Politique étrangère des Philippines

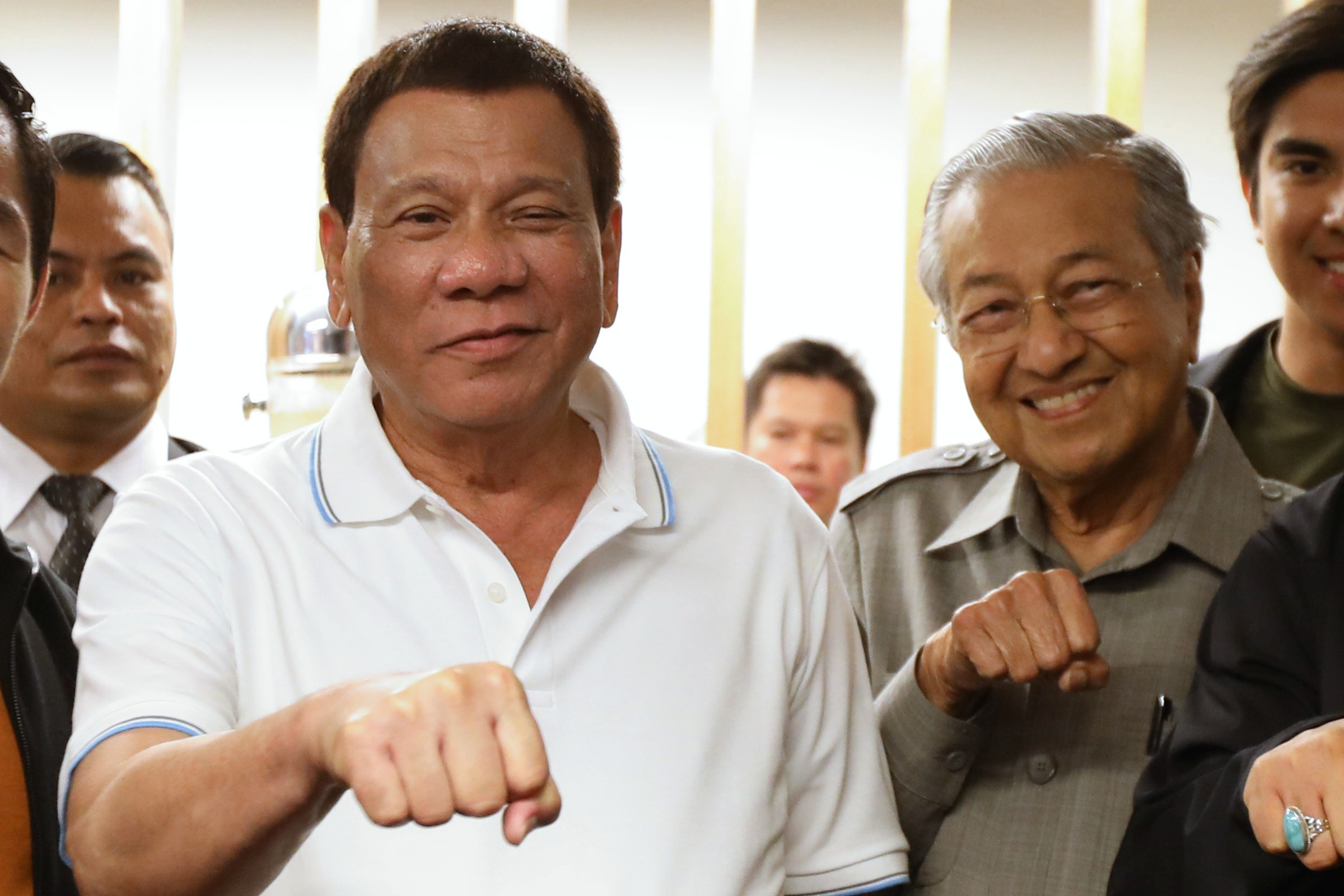
Le président des Philippines Rodrigo Duterte et le Premier ministre malaisien Mahathir Mohamad en 2018.

La politique étrangère des Philippines regroupe l'ensemble des liens diplomatiques entretenus par la république des Philippines depuis sa proclamation en 1935.
Les Philippines sont membres de des Nations unies, membre-fondateur de la Coopération économique pour l'Asie-Pacifique, et de l'Association des nations de l'Asie du Sud-Est..
Le ministre des affaires étrangères des Philippines est Teodoro Locsin.

## Chronologie des relations

### Relations avec les pays d'Asie-Pacifique

#### Relations avec le Japon
Le Japon et les Philippines ont signé un Traité d'amitié, de commerce et de navigation en 1960, mais le traité n'est entré en vigueur qu'en 1973, quand le président de l'époque Ferdinand Marcos supprima la législature philippine en vertu de la loi martiale et ratifia le traité dix jours avant la visite du Premier ministre du Japon Kakuei Tanaka. En 1975, le Japon avait délogé les États-Unis comme principale source d'investissement dans le pays.
Le Japon est resté une source importante d'aides au développement, de commerce, d'investissement, et de tourisme dans les années 1980, et il y a eu peu de conflits de politique étrangères entre les deux nations.
Le Président philippin Corazon Aquino a effectué une visite au Japon en novembre 1986 et a rencontré l'empereur Hirohito, qui lui a présenté ses excuses pour le mal commis par le Japon pendant la Seconde Guerre mondiale. De nouveaux accords d'aide étrangère ont également été signés pendant cette visite. Aquino est revenu au Japon en 1989 pour l'enterrement de Hirohito et en 1990 pour l'intronisation de l'empereur Akihito.
En octobre 2016, le président philippin nouvellement élu Rodrigo Duterte se rend à Tokyo afin de préserver et renforcer les importants liens économiques entre les Philippines et le Japon, et rencontre le Premier ministre japonais Shinzo Abe. Le porte-parole du gouvernement japonais, Yoshihide Suga, déclare Tokyo continuera de fournir une aide au développement aux Philippines.
En 2015, les échanges commerciaux entre les Philippines et le Japon, atteignent plus de 18 milliards de dollars.
En novembre 2023, le président philippin Ferdinand Marcos Jr et le Premier ministre japonais Fumio Kishida se rencontrent à Manille et annoncent le début de négociations d'un pacte de défense permettant le déploiement de militaires des deux pays sur leurs territoires respectifs. En juillet 2024, les deux pays signent un pacte de défense permettant le déploiement de troupes à des fins de formation et d’exercices militaires, afin de renforcer leurs relations pour contrer l’influence croissante de la Chine.

#### Relations avec la Chine
La Chine et les Philippines sont en conflit sur le tracé de leurs frontières maritimes, notamment sur le récif de Scarborough que chacun considère comme faisant partie de son territoire. En juillet 2016, la Cour permanente d'arbitrage de La Haye estime que la Chine n'a pas de droits historiques sur la majorité des eaux stratégiques de la mer de Chine méridionale, donnant raison aux Philippines.
En octobre 2016, le Président philippin Rodrigo Duterte se rend à Pékin accompagné d'une délégation de 300 hommes d’affaires, et rencontre le président chinois Xi Jinping et le Premier ministre Li Keqiang.

#### Relations avec le Bangladesh
Les Philippines ont reconnu le Bangladesh le 24 février 1972 et ont établi des liens diplomatiques. Elles ont été l'un des premiers pays à reconnaître le Bangladesh après son indépendance en 1971. Le Bangladesh a une ambassade résidente aux Philippines et les Philippines ont un ambassadeur résident au Bangladesh,. Le Bangladesh a ouvert une ambassade aux Philippines en 1981.
Le premier président du Bangladesh, Sheikh Mujibur Rahman, s'est rendu à Manille en 1973, en revenant d'une visite à Tokyo, et y a exprimé sa gratitude au peuple des Philippines pour sa reconnaissance du Bangladesh. L'ancien président Hossain Mohammad Ershad a effectué une visite d'État aux Philippines du 9 au 12 octobre 1989. Fidel V. Ramos s'est rendu au Bangladesh du 5 au 7 mars 1997 et la Première ministre Sheikh Hasina a visité la république des Philippines la même année en septembre à l'invitation de la présidente Corazon Aquino, mère de l'actuel président Benigno S. Aquino-III.
En janvier 2015, une délégation de 10 membres du Bangladesh-Philippines Chamber of Commerce and Industry (Chambre de commerce et d'industrie Bangladesh-Philippines - BPCCI) s'est rendue à New Dehli et y a rencontré des membres du Philippine Trade and Investment Center (Centre de commerce et d'investissement des Philippines - PTIC) pour promouvoir les affaires entre les deux pays.
Le Bangladesh a importé des marchandises pour une valeur de 78,22 millions de dollars US et a importé des marchandises des Philippines pour une valeur de 19,32 millions pour l'année fiscale 2013-2014. Le Bangladesh est le troisième plus grand partenaire commercial des Philippines en Asie du Sud. En février 2016, 81 millions de dollars US ont été volés à la Bangladesh Bank et ont été blanchis par l'intermédiaire d'une banque aux Philippines,. Les Philippines ont rapatrié 15 millions de dollars de l'argent volé

### Relations avec les pays européens et occidentaux

#### Relations avec les États-Unis
En 1898, les États-Unis remportent la guerre hispano-américaine, ce qui leur permet de prendre le contrôle de plusieurs colonies espagnoles comme Cuba et les Philippines. De nombreuses Philippins qui comptaient sur le soutien américain pour obtenir leur indépendance de l'Espagne se révoltent à nouveau contre leur nouvelle puissance colonisatrice, provoquant une nouvelle guerre qui fait près de 1,5 million de victimes philippines.
En 1935, les États-Unis actent que les Philippines acquerront leur indépendance à l'issue d'un processus prévu pour durer dix ans. L'occupation japonaise des Philippines durant la Seconde Guerre mondiale retarde l'indépendance qui est finalement proclamée le 4 juillet 1946.
Après l'indépendance, d'importants contingents de troupes américaines demeurent dans le pays. Le 14 mars 1947, les deux pays signent un accord qui octroie aux Américains l'usage de bases militaires aux Philippines (en anglais : Military Bases Agreement, en abrégé MBA). Un second accord, signé le 21 mars 1947, définit les termes de l'assistance militaire américaine aux Philippines (en anglais : Military Assistance Agreement, en abrégé MAA). L'alliance entre les deux pays est scellée par le traité de défense mutuelle signé le 30 août 1951 par les représentants des États-Unis, notamment Dean Acheson et John Foster Dulles, et des Philippines, parmi lesquels Carlos Peña Rómulo et Diosdado Macapagal.
Ce traité bilatéral, et deux autres similaires signés par les États-Unis avec la Corée du Sud et le Japon, sont pour les États-Unis une étape sur la constitution d'une alliance régionale dans la zone Asie-Pacifique sur le modèle de l'OTAN. Cet objectif se concrétise par la signature du pacte de Manille le 8 septembre 1954 par huit pays dont les États-Unis et les Philippines, qui donne naissance à l'Organisation du traité de l'Asie du Sud-Est (OTASE).
Pendant la guerre froide, les bases américaines aux Philippines sont le principal point d'appui des forces américaines en Asie du Sud-est. Leur importance croît encore à partir de 1975 lorsque les États-Unis ne disposent plus de bases au Viêt Nam dont les dirigeants permettent l'accès aux forces aéronavales soviétiques.
Au fil des années, le gouvernement philippin revoit à la baisse le nombre de bases que les Américains peuvent utiliser ; en 1991, seules deux grandes bases américaines, la base navale de Subic Bay et la base aérienne de Clark sont encore en activité. La base de Subic Bay est finalement évacuée par les Américains en 1992.
Le président philippin Rodrigo Duterte élu en 2016 mène une politique de rapprochement avec la Chine et affiche publiquement sa volonté de s'éloigner des États-Unis, et obtenant le départ des derniers soldats américains de son territoire. Néanmoins, l'année suivante, la ville de Marawi est prise par des insurgés islamistes loyaux à l'État islamique, obligeant l'armée philippine à mener une vaste contre-offensive de plusieurs mois lors de laquelle l'appui des États-Unis se révèle indispensable.
En mars 2019, le secrétaire d'État américain, Mike Pompeo, se rend en visite à Manille et déclare que « les États-Unis défendront les Philippines contre toute attaque armée en mer de Chine méridionale ». Il précise que « la mer de Chine méridionale appartenant au Pacifique, toute attaque armée contre les forces philippines, ses avions ou ses vaisseaux en mer de Chine méridionale activera les obligations mutuelles de défense définies par l’article 4 de notre traité de défense mutuelle ». C’est la première fois qu’un responsable américain indique publiquement l’intention de Washington de défendre son allié dans cette mer.
En février 2023, les Philippines sous la présidence de Ferdinand Marcos Jr, élu en succession de Rodrigo Duterte en mai 2022, signe avec les États-Unis un accord permettant à l'armée américaine d’accéder librement à quatre nouvelles bases militaires aux Philippines. Cet accord marque un nouveau volte-face de Manilles en faveur de Washington au détriment de Pékin, probablement facilité par l'accession à la présidence du fils de l'ancien chef d'État philippin Ferdinand Marcos (au pouvoir de 1965 à 1986) qui avait pris le parti du bloc de l'Ouest pendant la guerre froide.

#### Relations avec la France
En octobre 2012, le Premier ministre français Jean-Marc Ayrault se rend aux Philippines, à Manille et Cebu, suivi deux ans plus tard, par la visite du président philippin Benigno Aquino à Paris.
En février 2015, le président français François Hollande se rend aux Philippines pour une visite de 48 heures dominée par les enjeux du réchauffement climatique, marquant la première visite d'un chef d'Etat français aux Philippines depuis 1947.
En 2018, les échanges commerciaux bilatéraux entre la France et les Philippines étaient de 2,3 milliards d'euros, avec une tendance à la hausse dans les deux sens.
Environ 3000 Français résidaient aux Philippines en 2017. Plus de 60.000 visiteurs et touristes philippins se rendent chaque année en France où résident plus de 50 000 personnes de nationalité philippine.

### Relations avec le reste du monde

#### Relations avec Israël
En septembre 2016, le président philippin Rodrigo Duterte soixante ans après l'établissement des relations diplomatiques entre les deux États, et rencontre Benjamin Netanyahu avec l’ambition d’accroître leurs échanges bilatéraux. En 2017, Manille achète à l'État hébreu pour 21 millions de dollars de systèmes radar et d'équipements antichars.